# デビスカップカナダ代表
デビスカップカナダ代表(Canada Davis Cup team)は、カナダテニス協会(テニス・カナダ)によって組織された男子テニス国別対抗戦デビスカップのチームである。1913年大会に初出場し、その時にアメリカ代表プレーオフ決勝（当時はプレーオフ優勝国が前回優勝国にチャレンジできるシステムだった）で敗れたのが最高成績。オープン化以降で言えば、2013年にミロシュ・ラオニッチの活躍もあって、準決勝に進んだのが最高成績であった。その後、2019年ではラウンドロビンで史上初めてアメリカ代表を破り、その勢いで決勝まで進んだ。しかし、初めての決勝ということもあり、準優勝に終わった。2022年ではラウンドロビンでセルビア代表に敗れるも、2位で決勝トーナメント進出を決めた。そのトーナメントではドイツ代表、イタリアを破り2度目の決勝進出を決めると、決勝でオーストラリア代表を破り初優勝を遂げた。

## 選手
デビスカップ2022のメンバー
- フェリックス・オジェ＝アリアシム
- デニス・シャポバロフ
- バセク・ポスピシル
- アレクシス・ガラルノー
- ガブリエル・ディアロ

## 年度別成績
略語の説明
| W | F | SF | QF | #R | RR | Q# | LQ | A | Z# | PO | G | S | B | NMS | P | NH |

W=優勝, F=準優勝, SF=ベスト4, QF=ベスト8, #R=#回戦敗退, RR=ラウンドロビン敗退, Q#=予選#回戦敗退, LQ=予選敗退, A=大会不参加, Z#=デビスカップ/BJKカップ地域ゾーン, PO=デビスカップ/BJKカッププレーオフ, G=オリンピック金メダル, S=オリンピック銀メダル, B=オリンピック銅メダル, NMS=マスターズシリーズから降格, P=開催延期, NH=開催なし.
| 2009 | 2010 | 2011 | 2012 | 2013 | 2014 | 2015 | 2016 | 2017 | 2018 | 2019 | 2020-21 | 2022 |
| ---- | ---- | ---- | ---- | ---- | ---- | ---- | ---- | ---- | ---- | ---- | ------- | ---- |
| G1   | G1   | PO   | 1R   | SF   | 1R   | QF   | 1R   | 1R   | 1R   | F    | RR      | W    |